# 法夫萊克鎮區 (密歇根州)
法夫萊克鎮區（英語：Fife Lake Township）是位於美國密歇根州大特拉弗斯縣的一個行政鎮區。

## 地方資料
法夫萊克鎮區的面積為93.10平方千米，當中陸地面積為89.10平方千米，而水域面積為4.00平方千米。根據2020年美國人口普查的數據，當地共有人口1526人，而人口密度為每平方千米16.39人。